# 莫題
莫題（？—408年），代人，本姓莫那婁。北魏初年將領，因前怨而遭魏道武帝處死。

## 生平
莫題為人多智謀而有才幹，擔當過幢將，統領禁軍。皇始二年（397年），魏道武帝率大軍進攻後燕，佔領了大片土地，後燕皇帝慕容寶試圖反攻，於柏肆夜襲魏軍營地，一度令魏軍驚潰，但在道武帝重整軍隊後還是將燕軍擊敗。不過，魏軍驚潰期間有士兵逃亡並返回魏都平城，更聲言魏軍在柏肆大敗，令平城城內不安。當時更有稱道武帝不知所終，留守的拓跋順就打算趁機自立，莫題此時勸道：「這是大事，不能輕率，應該審慎等待消息確認，否則大禍臨頭。」拓跋順於是打消念頭。莫題以功拜平遠將軍，賜爵扶柳公，後進號左將軍，改爵高邑公。出任中山太守，督司州之山東七郡事。
天興五年（402年），後秦與北魏爆發柴壁之戰，道武帝親率大軍迎敵，此時上黨人秦頗及丁零人翟都等人於壺關聚眾起事，莫題奉命率三千兵討伐，秦頗被上黨太守處斬，而莫題就追擊翟都至林慮，更加入山搜捕，將其部眾全部消滅。
早在前秦亡代國之時，道武帝叔父拓跋窟咄被送到秦都長安，至前秦崩潰後，劉顯就迎窟咄以圖篡奪道武帝之位。當時，莫題也暗中支持窟咄，送箭矢給窟咄，更向其說：「三歲小牛怎承受得起重物」正指年輕的道武帝。道武帝殺了與窟咄勾結的于桓等五人，卻赦免了莫題等七姓，逃往賀蘭部並憑藉後燕的幫助擊敗窟咄，化解危機，但其實心中一直記恨莫題這個舉動。至天賜五年（408年），有人告發莫題行為倨傲，比擬人主。道武帝於是派人送箭給莫題，傳話說：「三歲小牛，承受得起重物嗎？」莫題見詔知道武帝記恨他，只有與兒子一起哭泣，清晨就被道武帝處死。

## 延伸阅读
[在维基数据编辑]
 《魏書·卷28》，出自魏收《魏书》
 《北史·卷020》，出自李延壽《北史》